# Chu Anping
Chu Anping, né le 5 novembre 1909 et supposé mort en 1966, est un savant chinois, journaliste libéral et éditeur de Guancha pendant la guerre civile à la fin des années 1940. Il est largement considéré comme l'un des libéraux les plus célèbres en Chine. Il était rédacteur en chef du journal du Parti communiste chinois le Guangming Daily, à l'époque de la RPC. À suite de la publication de son article intitulé « Le Parti domine le monde », il est critiqué par Mao Zedong lors de la campagne des Cent Fleurs de 1957 et purgé pendant le mouvement anti-droite. Il s'est vraisemblablement suicidé en 1966 pendant la révolution culturelle. Il est le père de Chu Wanghua, un compositeur chinois.

## Biographie
Chu Anping étudie à l’Université Fudan de Shanghai, puis il part étudier à Londres à la London School of Economics. Il revient en Chine à l'université Fudan mais comme enseignant.
Pour Chu Anping, l'idéologie libérale représente la seule critique pertinente du Guomindang et des communistes. En mars 1947, dans son journal Guancha, il indique : « au moins, avec le Guomindang au pouvoir, on peut toujours se battre pour la liberté ; si réduite soit elle c’est encore une question de plus ou de moins. Avec les communistes au pouvoir, la question deviendrait celle de l’existence ou de la non-existence de la liberté ». Il finit par choisir le camp communiste, un moindre mal par rapport à la dictature nationaliste. Mais ses relations avec le régime communiste s'enveniment peu à peu. Il doit finalement faire son autocritique.
En 1966, au début de la révolution culturelle (1966-1976), Chu a été persécuté, puis rapidement il disparait. On suppose qu'il a été battu à mort par les gardes rouges ou qu'il s'est suicidé. En 2015, des funérailles ont finalement été organisée dans son comté natal, Yixing. Des photographies et un livre ont été placés dans une urne et enterrés dans une fosse symbolique par ses trois fils. Les médias d’État ont déclaré que ce n'était pas le moment de réévaluer le passé. Son fils Chu Wanghua a déclaré: « Aujourd'hui, ce n'est pas un jour triste. Aujourd'hui est un jour de commémoration et de souvenirs ».